# Maigret a New York
Maigret a New York (titolo originale francese Maigret à New-York, pubblicato in traduzione italiana anche col titolo Maigret a Nuova York) è un romanzo poliziesco di Georges Simenon con protagonista il Commissario Maigret.
È il ventisettesimo romanzo dedicato al celebre commissario e il primo romanzo "americano" con protagonista Maigret: Simenon in quegli anni si era infatti trasferito oltreoceano. Nello stesso periodo l'autore conosce la sua seconda moglie Denyse Ouimet, proprio a New York. Nello stesso periodo e riferendosi proprio alla travolgente passione con la Ouimet, Simenon scrive Tre camere a Manhattan uno dei suoi romanzi più celebri.
Così come nel precedente La collera di Maigret, anche in questo caso il cinquantaseienne commissario è in pensione a Meung-sur-Loire, ma viene allontanato dal suo giardino e dalla sua passione per la pesca, per un intricato caso a migliaia di chilometri di distanza: fedele al suo "metodo" si immergerà nella Grande mela, dai bassifondi all'alta società, coadiuvato da personaggi tipici e stereotipi della metropoli statunitense.

## Trama

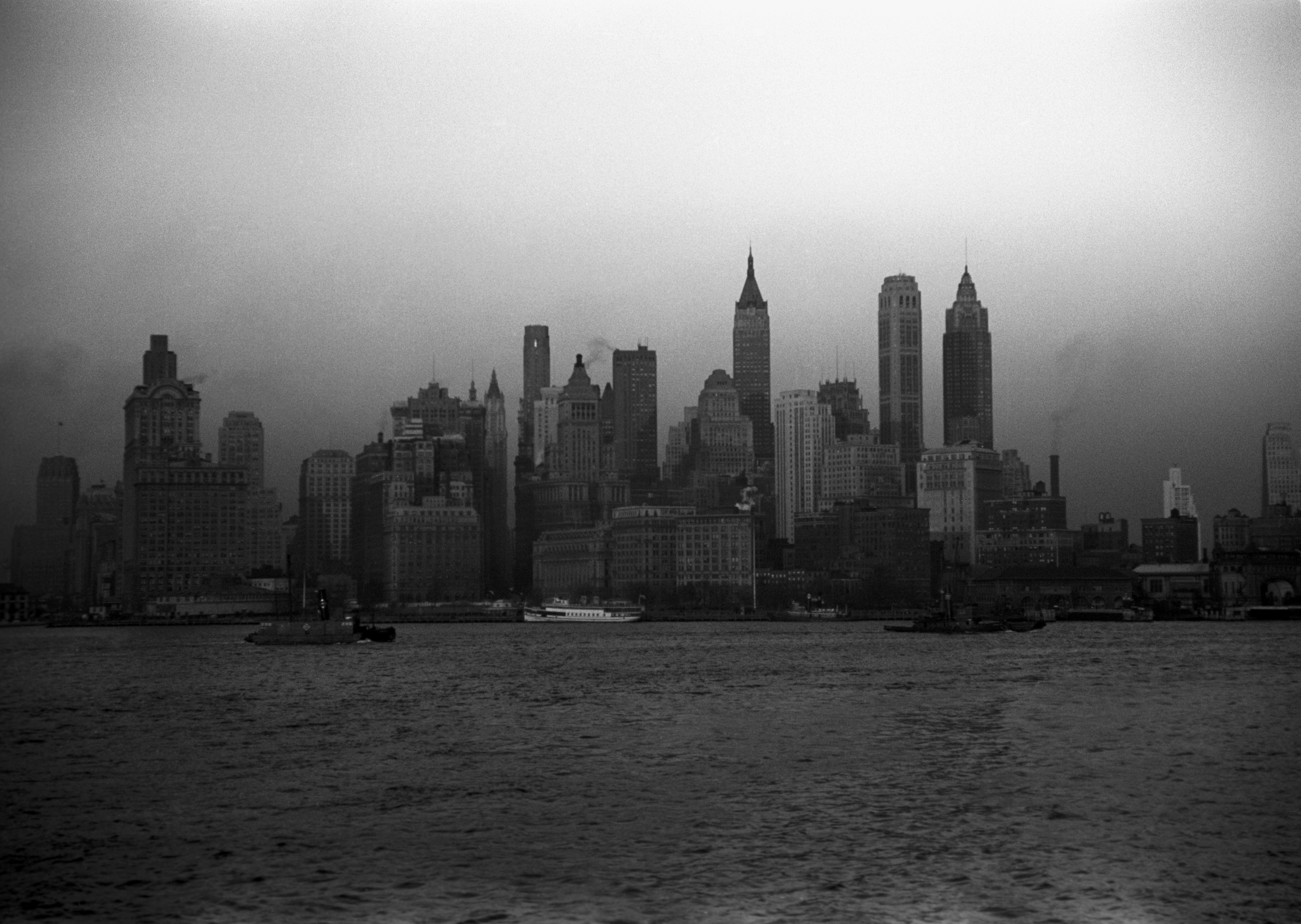
Manhattan, New York, 1941

Durante il suo primo anno di pensionamento a Meung-sur-Loire, l'ex-commissario Maigret riceve la visita del giovane Jean Maura, figlio di un ricco uomo d'affari, John Maura, di New York. Il giovane, con l'aiuto del suo avvocato, convince Maigret a partire in nave con lui alla volta di New York, dove egli crede che suo padre sia in pericolo. Al momento dell'arrivo però, Jean scompare.
Maigret incontra un suo vecchio amico dell'FBI, l'ispettore Michael O'Brien, che aveva conosciuto a Parigi durante un'inchiesta, il quale gli dice che Maura, da giovane immigrato proveniente da Bayonne, aveva vissuto nel quartiere povero del Bronx con un amico violinista, Joseph Daumal. Il commissario non esita ad andarci in taxi per capire meglio il vissuto di questi strani individui.
A questo punto Maura riappare e vedendo il padre in buona salute, insieme con il suo segretario Mac Gill, si tranquillizza e vuole tornare in Francia. Maigret e O'Brien però vogliono saperne di più e si mettono a indagare sulla coppia di amici immigrati Daumal e Maura senior. Il primo è rientrato in Francia, dove fa il direttore d'orchestra e abita a La Bourboule. Scopre quindi che al momento in cui vivevano insieme a New York con loro c'era Jessie, amante di Maura che durante una sua lunga assenza per lavoro era stata anche con Daumal e ne era rimasta incinta. Prima del ritorno di lui, lei aveva dato alla luce un bambino che aveva consegnato all'assistenza pubblica. Né Maura avrebbe mai sospettato alcunché se non avesse trovato la fattura dell'ostetrica.
Poiché era stato fuori dieci mesi, aveva capito che non poteva essere il padre e, folle di gelosia, aveva ucciso Jessie. Più tardi, si era sposato e divorziato, e aveva avuto Jean, la cui nascita gli aveva fatto provare tenerezza per il figlio di Jessie che non aveva conosciuto e quindi l'aveva rintracciato: porta il nome della donna scozzese che l'aveva cresciuto e altri non è che il suo segretario.
Ma c'era però chi aveva saputo tutto e ora ricattava John Maura, oltretutto avendo rapito per due giorni all'arrivo il figlio Jean, che, spaventato, era costretto a tornare in Francia. Maigret saprà dell'arresto dei colpevoli sulla nave, mentre sta tornando a casa.

## Edizioni
Il romanzo è stato scritto a Sainte-Marguerite-du-Lac-Masson, nel Québec (Canada) dal 27 febbraio al 7 marzo 1946, pubblicato poi il 25 luglio 1947 presso l'editore Presses de la Cité. L'anno precedente era apparso come romanzo d'appendice sul quotidiano "L'Aurore".
In Italia è apparso per la prima volta nel 1952 con il titolo Maigret a Nuova York sulla rivista "Il romanzo per tutti", quindicinale del "Corriere della Sera" (nº 11 del 1º giugno 1952). In volume, per la prima volta nel 1956, tradotto da Enzo De Michele è stato pubblicato da Mondadori nella collana "Il girasole. Biblioteca economica Mondadori" (n° 43) con il titolo Maigret a New York. Sempre per lo stesso editore è stato ripubblicato in altre collane o raccolte tra gli anni sessanta e novanta (dal 1990 nella traduzione di Eileen Romano). Nel 2002 il romanzo è stato pubblicato presso Adelphi, sempre con il titolo Maigret a New York, tradotto da Emma Bas, nella collana dedicata al commissario (parte de "gli Adelphi", al nº 167).

## Film e televisione
Un solo adattamento del romanzo è stato fatto per la televisione:
- Episodio dal titolo Maigret à New York, facente parte della serie televisiva Les enquêtes du commissaire Maigret per la regia di Stéphane Bertin, trasmesso per la prima volta su Antenne 2 il 10 giugno 1990, con Jean Richard nel ruolo del commissario Maigret.